# Orlan-10
Orlan-10 (russe : Орлан-10, орлан étant le nom en russe du pygargue) est un drone militaire russe.

## Description

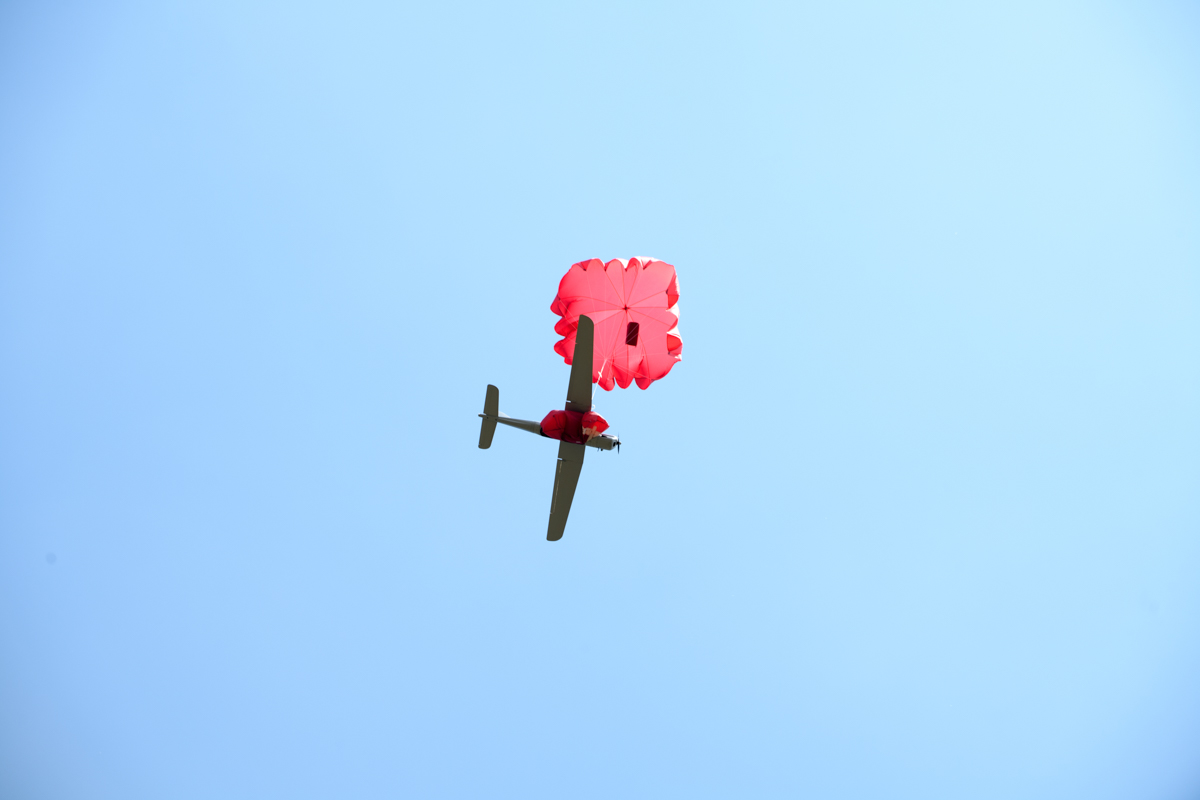
Le drone Orlan-10 atterrit en parachute.

Il est produit par le Special Technological Centre de Saint-Pétersbourg,. Son prix de vente est entre 87 000 et 120 000 dollars américains. Il y a plusieurs variantes, essentiellement pour la reconnaissance aérienne. Une version est utilisée pour la guerre électronique. Il intègre un microcontrôleur fabriqué par la société franco-italienne STMicroelectronics.

### Caractéristiques
L'Orlan-10, bien qu'il ne soit pas très sophistiqué, est bon marché et simple à utiliser. Il vole suffisamment haut pour être vulnérable aux défenses aériennes à courte portée, mais il est trop peu coûteux pour justifier l'utilisation de défenses à longue portée coûteuses. Il offre une vue suffisante du champ de bataille pour identifier les cibles. 
Les caractéristiques de ce drone sont proches d'un autre drone russe, le "Ptero".

#### Générales
- Capacité d'emport : 6 kg
- Emport maximal : 15 kg
- Lancement : catapulté ou à la main
- Récupération : par parachute
- vitesse maximale d'envol : 10 m/s
- température d'usage : −30 to +40 °C
- Propulseur : 1 × Saito FA-62B mono-cylindre quatre temps de 0,71 kW (0,95 ch)

#### Performances
- vitesse maximale : 150 km/h
- distance opérationnelle en mode piloté : 110 km
- distance maximale en mode autonome : 600 km
- Endurance : 16 heures
- Plafond : 5 000 m[7]

## Guerre électronique
Le véhicule de guerre électronique Leer-3 peut utiliser deux Orlan-10 pour effectuer des fonctions d'intercepteur d'IMSI et de guerre électronique (EW) contre les bandes GSM-900 et GSM-1800. Ce sont les bandes de fréquences radio attribuées aux téléphones mobiles. En utilisant des Orlan-10 modifiés, le Leer-3 peut couvrir une zone de 6 km et collecter des données sur 2 000 téléphones cellulaires. Le système a été utilisé en Ukraine en 2014 et 2015. Avant l'invasion russe en 2022, les soldats de la 54e brigade ukrainienne ont reçu les SMS suivants sur leurs téléphones portables : « Moscou a donné le feu vert à l'utilisation des forces armées RF dans le Donbass ! Il est encore temps de sauver votre vie et de quitter la zone JFO ». On pense que ce type de message peut avoir été l'œuvre de Leer-3 et de ses Orlan-10.

## Engagements
L'Orlan-10 a été présent sur plusieurs champs de bataille :

### Libye
Un Orlan-10 a été abattu par des milices affiliées au gouvernement d'union nationale, ce drone aurait été fourni par la Russie aux forces du maréchal Haftar.

### Syrie
L'Orlan-10 est activement utilisé par les forces terrestres russes pendant la guerre civile syrienne pour la reconnaissance, la collecte d'images aériennes ou la cartographie 3D à l'appui des convois humanitaires et des opérations d'unités de reconnaissance et de renseignement  (acronyme anglais ISTAR).
En novembre 2015, un Orlan-10 a localisé le pilote survivant d'un bombardier russe Su-24M2 abattu et a facilité son sauvetage.
Le 9 juin 2021, un Orlan-10 a tué un membre éminent de Hayat Tahrir al-Cham connu sous le nom d'Abu Khalid al-Shami.

### Ukraine

#### Invasion de 2022
Une version d'attaque améliorée de l'Orlan-10 capable de transporter quatre projectiles à fragmentation hautement explosifs aurait été utilisée lors de l'invasion russe de l'Ukraine en 2022. Certains ont été abattus par l'armée Ukrainienne.

## Opérateurs militaires
- Birmanie[14]
- Russie
- Kazakhstan[15]
- Kirghizistan[16]
- Ouzbékistan